# لوکا مارکجیانی
لوکا مارکجیانی (۲۲ فوریه ۱۹۶۶ - آنکونا) دروازه‌بان ایتالیایی است.
او در جام جهانی ۱۹۹۴ عضو تیم ملی ایتالیا بود.